# Sacharoza
Sacharoza (sanskr. शर्करा śarkarā, dosł. „ziarno piasku”, skąd stgr. σάκχαρον sákcharon „cukier”), C
12H
22O
11 – organiczny związek chemiczny, węglowodan z grupy disacharydów zbudowany z reszt D-fruktozy i D-glukozy. Ma słodki smak. W języku potocznym jest utożsamiana z cukrem. Główny składnik cukru spożywczego. Jest formą transportową cukrów w organizmach roślin.

## Budowa cząsteczki
Sacharoza jest disacharydem, czyli cukrem złożonym z dwóch reszt monosacharydowych połączonych ze sobą wiązaniem O-glikozydowym. Naturalnie występująca (+)-sacharoza zbudowana jest z reszty fruktozy (β-D-fruktofuranozy) oraz glukozy (α-D-glukopiranozy). Grupy te są połączone za pomocą wiązania α,β-1,2-glikozydowego. Według systematycznego nazewnictwa sacharydów (węglowodanów) jest to α-D-glukopiranozylo-β-D-fruktofuranozyd lub β-D-fruktofuranozylo-α-D-glukopiranozyd.

## Właściwości

### Właściwości fizyczne
W temperaturze pokojowej sacharoza jest bezbarwnym, krystalicznym ciałem stałym. Jest nietoksyczna, ma słodki smak i bardzo dobrze rozpuszcza się w wodzie. 65% wodny roztwór sacharozy w temperaturze 20 °C osiąga punkt nasycenia. Temperatura topnienia: 184 °C.
Sacharoza wykazuje słabą, ale dosyć wyraźną tryboluminescencję – podczas kruszenia jej kryształów jest emitowane światło, co daje się zaobserwować po przyzwyczajeniu oczu do ciemności.

### Właściwości chemiczne
Należy do cukrów nieredukujących, o czym świadczy negatywny wynik próby Trommera. W kwasowym środowisku lub pod wpływem inwertazy hydrolizuje do fruktozy i glukozy. Uzyskana mieszanina nosi nazwę cukru inwertowanego:
| C12H22O11 + | H2O | _H+ lub inwertaza_͕ | C6H12O6 + | C6H12O6  |
| sacharoza   |     |                    | glukoza   | fruktoza |

Pod wpływem stężonego kwasu siarkowego sacharoza ulega zwęgleniu:
C12H22O11 → 12C + 11H2O

## Historia
Sacharozę na skalę przemysłową zaczęto otrzymywać na Bliskim Wschodzie z trzciny cukrowej już w starożytności. Cukier wyrabiano także w Indiach oraz Chinach. Grecy byli narodem, któremu zawdzięczamy pojawienie się cukru w Europie. Sprowadzono go w IV wieku p.n.e. i stosowano wówczas jako kosztowny lek.
Po odkryciu Ameryki przez Europejczyków założono tam wielkie plantacje trzciny cukrowej, dzięki czemu dostawy cukru do Europy znacznie wzrosły. Pierwsza udana próba otrzymania cukru z buraków cukrowych odbyła się w 1747 r. Proces opracował niemiecki chemik Andreas Sigismund Marggraf. Pierwsza cukrownia została wybudowana przez Franza Acharda w Konarach na Dolnym Śląsku w 1802 r.

## Zastosowanie
Sacharoza jest głównym składnikiem (>99,5%) cukru spożywczego, zwykle trzcinowego lub buraczanego, stosowanego powszechnie jako środek słodzący.